# Lago Santo (Cembra)
Il lago Santo (Heiliger See in tedesco, Lac Sant in dialetto cembrano) è un lago della provincia di Trento, situato nel comune di Cembra Lisignago in Val di Cembra.

## Descrizione
Si tratta di un lago di origine glaciale, situato fra il monte Pincaldo e il monte di Cembra, la cui esistenza è sostanzialmente dovuta allo sbarramento dei circostanti depositi morenici.
È distante circa cinque chilometri dal paese di Cembra; la superficie d'inverno gela, rendendolo adatto per il curling.
Per il lago Santo passa il tratto Bolzano-Cembra del Sentiero Europeo E5 che collega la Bretagna a Verona passando per Svizzera, Austria e Germania.

## Storia
Il nome del lago deriva da una leggenda locale, secondo la quale al suo posto vi sarebbe stato un tempo un terreno conteso tra più eredi; uno di essi, esasperato dalle continue liti, pregò che al posto del terreno sorgesse un lago, e così avvenne, ma l'acqua, che continuava a salire, rischiava di mettere in pericolo il paese di Cembra. Il parroco allora vi gettò dentro l'anello che ornava una statua della Madonna, fermando il salire delle acque e salvando il paese.